# Charikar
Charikar (persa: چاریکار, Chârikâr) és una ciutat de l'Afganistan a la vall de Kohdaman, capital de la província de Parwan i del districte de Charikar. La població el 2003 era de 34.900 habitants, en gran part tadjiks. La ciutat és famosa per la seva ceràmica i per la qualitat del seu raïm.

## Història
Hauria estat fundada pel rei mític persa Jamshid (Rei Yama) i refundada pel rei Kaniska I de l'imperi Kushana. No hi ha cap prova de la seva existència abans del segle xvi i els geografs medievals només esmenten les properes (H)ōpīān (o [H]ōfīān) i Parwan (modernament Jabal al-Seraj) a 3 i 14 km. La tradició diu que fou fundada per Mir Jafar, un dels mirs d'Opian, però fins al regnat d'Akbar no és esmentada, amb la forma Čārīk(ār)ān.
Va prosperar i al segle xix ja tenia entre tres i deu mil habitants. Durant el govern de la dinastia dels durranis els paixtus es van establir a la província.
A la primera Guerra Anglo-afganesa fou ocupada pels britànics s'hi van construir unes casernes el 1840 per allotjar a una milícia local (el Regiment Kohestani) dirigit pel tinent R. Maule; després del maig de 1841 s'hi va establir un regiment de 750 gurkhes manats pel capità Codrington i el juny es va establir l'embrió d'una administració civil sent nomenat administrador el major Eldred Pottinger (1811-43) com a agent polític del Kōhestān (Kohistan) però va escollir com a residència Laḡmānī, 4 km al sud de Čārīkār. L'aixecament general del Kohistan va obligar a l'evacuació britànica iniciada el 13 de novembre de 1841, després d'un setge de 10 dies. La guarnició hauria estat massacrada. La ciutat fou després recuperada i saquejada l'octubre de 1842 per un destacament manat pel Major-General G. Pollock, conegut per "Exèrcit de retribució" dirigit pel general J. McCaskill.
El 20 de juliol de 1880 s'hi va proclamar emir Abd al-Rahman Khan, retornat del seu exili a territori de Rússia. La població no va progressar gaire fins després de 1964 quan l'obertura del túnel de Salang va portar certa prosperitat a la regió, encara que va deixar de ser centre de caravanes.